# Idaea speciosa
Idaea speciosa är en fjärilsart som beskrevs av Felder 1875. Idaea speciosa ingår i släktet Idaea och familjen mätare. Inga underarter finns listade i Catalogue of Life.